# Матко, Алёша
Алёша Ма́тко (словен. Aljoša Matko; род. 29 марта 2000, Ново-Место) — словенский футболист, нападающий клуба «Целе».

## Клубная карьера
Футболом начал заниматься в четырёхлетнем возрасте в «Бела Крайине» из Чрномеля, где он рос. В 2013 году он перебрался в «Крку» из своего родного города Ново-Место, где провёл два года. В 2015 году присоединился к академии «Марибора», где выступал за различные юношеские команды, за которые в 93 матчах забил 67 мячей. На протяжении двух сезонов представлял команду в Юношеской лиге УЕФА.
В июне 2019 года отправился в годичную аренду в стан новичка словенской Первой лиги — «Браво». 14 июля Матко дебютировал в чемпионате Словении в столичном дерби с «Олимпией». Он вышел в стартовом составе, но, не отметившись результативными действиями, был заменён на 74-й минуте на Митю Крижана. Через неделю в игре с «Мурой» открыл свой бомбардирский счёт на взрослом уровне. Алёша оформил в этой встрече дубль, однако, это не помогло его команде набрать очки. За время аренды принял участие в 35 играх за «Браво», в которых отличился 15 раз, заняв четвёртое место в списке бомбардиров первенства.
Перед сезоном сезоном 2020/21 вернулся в «Марибор», где главный тренер команды Мауро Каморанези рассчитывал на него, как игрока основного состава. 30 августа в гостевой игре с «Домжале» сыграл свою первую игру за клуб, выйдя во втором тайме вместо Андрея Котника. По итогам года получил награду лучшего игрока команды 2020 года, а спортивное издание EkipaSN назвало его лучшим молодым игроком Словении. В январе 2021 года Алёша подписал новый контракт с клубом, рассчитанный на четыре года. По итогам сезона «Марибор» занял вторую строчку в турнирной таблице и завоевал серебряные медали.
12 августа 2021 года перешёл в шведский «Хаммарбю», подписав в последний день трансферного окна с клубом трёхлетний контракт. Через три дня дебютировал в его составе в чемпионате Швеции в домашней игре с «Эльфсборгом». 22 августа, в ответной игре против того же «Эльфсборга» в компенсированное ко второму тайму время забил мяч, чем сократил отставание своей команды в счёте. Ещё через несколько минут «Хаммарбю» сравнял счёт и ушёл тем самым от поражения.

## Карьера в сборных
Выступал за юношеские сборные Словении различных возрастов. В августе 2020 года был впервые вызван в молодёжную сборную на сентябрьские товарищеские матчи с Италией и Венгрией. Дебютировал в её составе 3 сентября в игре с итальянцами, выйдя на 62-й минуте вместо Жана Целара. Через 15 минут после этого забил мяч, установив окончательный счёт во встрече 2:1 в пользу соперника. В марте 2021 года принимал участие в домашнем чемпионате Европы. Принял участие во всех трёх играх на групповом этапе. В матче второго тура с чехами забил мяч, принёсший Словении ничью и единственное очко в группе.

## Личная жизнь
В апреле 2021 года, двигаясь на автомобиле с превышением скорости, попал в серьёзное дорожно-транспортное происшествие. Сам футболист не пострадал, в отличие от его пассажиров, получивших тяжёлые травмы.

## Достижения

### Командные
Марибор:
- Серебряный призёр чемпионата Словении: 2020/21

### Индивидуальные
- Лучший молодой футболист года в Словении: 2020[9]
- Лучший игрок года в «Мариборе»: 2020[8]

## Клубная статистика
| Выступление      | Выступление      | Выступление      | Лига | Лига | Кубки | Кубки | Конт. кубки | Конт. кубки | Итого | Итого |
| Клуб             | Лига             | Сезон            | Игры | Голы | Игры  | Голы  | Игры        | Голы        | Игры  | Голы  |
| ---------------- | ---------------- | ---------------- | ---- | ---- | ----- | ----- | ----------- | ----------- | ----- | ----- |
| Марибор          | Первая Лига      | 2020/21          | 29   | 7    | 1     | 0     | 1           | 0           | 31    | 7     |
| Марибор          | Первая Лига      | 2021/22          | 2    | 0    | 0     | 0     | 1           | 0           | 3     | 0     |
| Марибор          | Итого            | Итого            | 31   | 7    | 1     | 0     | 2           | 0           | 34    | 7     |
| → Браво          | Первая Лига      | 2019/20          | 34   | 15   | 1     | 0     | 0           | 0           | 35    | 15    |
| → Браво          | Итого            | Итого            | 34   | 15   | 1     | 0     | 0           | 0           | 35    | 15    |
| Хаммарбю         | Алльсвенскан     | 2021             | 7    | 1    | 0     | 0     | 0           | 0           | 7     | 1     |
| Хаммарбю         | Итого            | Итого            | 7    | 1    | 0     | 0     | 0           | 0           | 7     | 1     |
| Всего за карьеру | Всего за карьеру | Всего за карьеру | 72   | 23   | 2     | 0     | 2           | 0           | 76    | 23    |